# Rhyacophila manistee
Rhyacophila manistee är en nattsländeart som beskrevs av Ross 1938. Rhyacophila manistee ingår i släktet Rhyacophila och familjen rovnattsländor. Inga underarter finns listade i Catalogue of Life.